# 布勞德·克勞福
布勞德·克勞福（英語：Broderick Crawford，1911年12月9日—1986年4月26日），美國電影演員，曾因《一代奸雄》獲得奧斯卡最佳男主角獎，这部影片使得他几乎一夜成名。

## 生平
他出生于一个演员之家，他的母亲是百老汇以及电影演员，他的父亲也是喜剧演员。孩提时代的克勞福就跟随父母四处旅行，后来也登上了舞台。成年后他也开始演出喜剧，随着喜剧的衰退，克勞福考入了哈佛大学不过三个月后就辍学了。后来他在纽约当了一名码头工人，之后又在油轮上当了一名水手。1934年他回到了百老汇并进入播音行业，1937年他进入好莱坞拍摄了自己的第一部电影。他的一些表演获得了影评人的好评，二战期间他加入了美国陆军航空队并见证了突出部战役。战争结束后他回到了好莱坞，一开始只是演一些不怎么起眼的配角，后来导演罗伯特·罗森将他选为电影《一代奸雄》的主演，这部电影使得他获得了奥斯卡最佳男主角奖。1955年他投入电视业，参演了一部3季长的电视剧。不过拍完这部电视剧后他就无法获得和50年代初期相提并论的重要角色了。在这之后他又拍摄了一些电影以及电视剧，一直到1986年拍摄完最后一部电影。因为长期酗酒以及不健康的饮食习惯，布勞德·克勞福死于1986年4月26日。布勞德·克勞福在好莱坞星光大道拥有两颗星形徽章，分别代表他在电影以及电视行业的成绩。

## 演出
- 《一代奸雄》（All the King's Men）